# Palais Eger
Das Palais Eger, eine repräsentative ehemalige Stadtvilla, entstand in den Jahren 1880/1881 am Tempelhofer Ufer 10/11 in Berlin unter den Baumeistern Wex & Knoblauch. Auftraggeber waren die wohlhabenden Brüder Carl Eger (1833–1884) und Paul Eger (1845–1895), die für die Errichtung 300.000 Goldmark aufwendeten. Das Palais steht inzwischen unter Denkmalschutz.

## Geschichte und Beschreibung

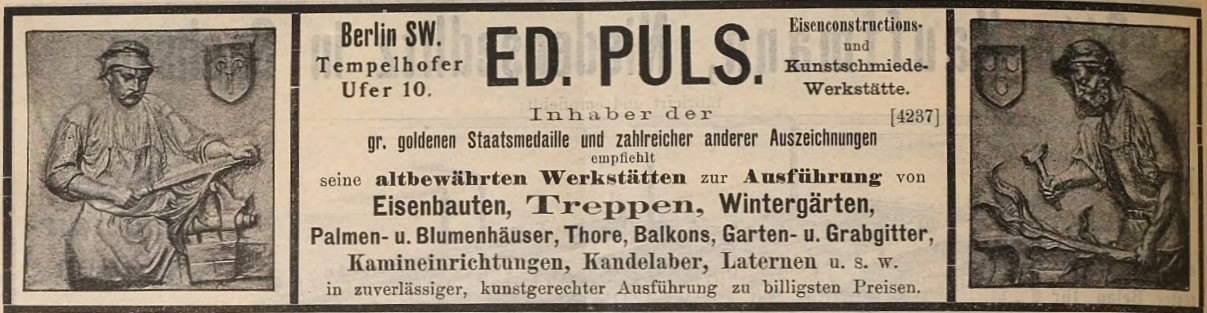
Anzeige der Kunstschmiede Ed. Puls, Tempelhofer Ufer 10, 1895

Das Haus, bestehend aus Vorderhaus und Seitenflügel, verfügte bei seiner Einweihung aus zwei übereinander liegenden Wohnungen mit je 17 Zimmern. Auf dem Grundstück entstand im hinteren Bereich eine backsteinsichtige Remise mit markantem Treppenturm. Um das Jahr 1891 erwarb Herzog Friedrich von Anhalt das Gebäude. Schon zu Beginn des 20. Jahrhunderts wurde Kunstschlossermeister Eduard Puls neuer Immobilienbesitzer und richtete sich in der Remise seine Werkstatt ein (siehe Anzeige). Offenbar ließ er das Wohnhaus auch aufstocken und vermietete die so entstandenen Räumlichkeiten, unter anderem an einen Schneidermeister (W. Stillschweig), auch als Gewerberäume für die Electricitäts-Gesellschaft Felix Singer (1900) und weitere 23 Mieter. Das Gebäude besaß in den 1940er Jahren schließlich sieben Etagen. Es diente nach dem Krieg auch zur zeitweiligen Unterbringung von Kriegsflüchtlingen. 
Im Jahr 1999 gelangte das Bauwerk an die Primus AG, die eine denkmalgerechte Instandsetzung und Restaurierung des Gebäudes durchführen ließ. Dafür wurden 14 Millionen DM investiert. Als besonders gelungen gilt die Wiederherstellung der ursprünglich zwei Etagen im Gründerzeit-Stil. Im Jahr 2004 belegte das Projekt den ersten Platz beim Wettbewerb um den Bundespreis für Handwerk in der Denkmalpflege Berlin. Das Haus ist heute benannt nach seinen Erbauern – Palais Eger.

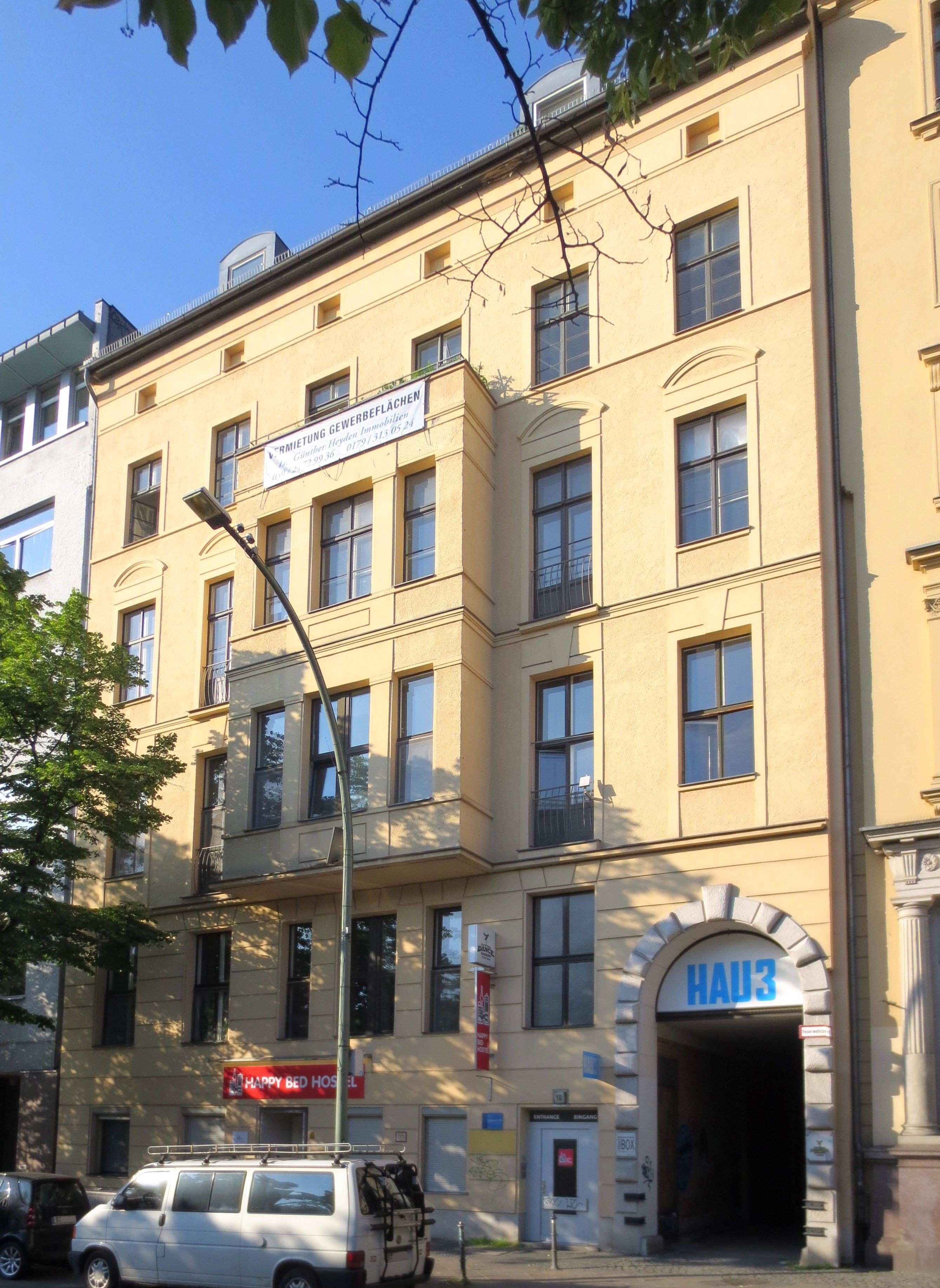
Tempelhofer Ufer 10: Hostel

In den 2010er Jahren übernahm der Münchner Unternehmer Stefan Höglmaier mit seiner Firma Euroboden GmbH die Villa und ließ sie nach Plänen des Londoner Architekturbüros David Kohn wiederum umgestalten. Der Baukomplex wurde wieder unter den Hausnummern 10 und 11 aufgeteilt, Nummer 10 wurde durch einen neuen Betreiber als Hostel umgerüstet. In der Hausnummer 11 befand sich bis zu deren Insolvenz 2023 ein  Büro der Euroboden GmbH.